# Made in America (film 2013)
Made in America è un film documentario statunitense del 2013 diretto da Ron Howard per il music festival omonimo fondato da Jay-Z.
È stato proiettato nella sezione Mavericks al 2013 Toronto International Film Festival. Howard disse che il documentario sarà "un riflesso di ciò che significa essere 'Made in America', quello che il festival rappresenta, con l'aiuto di Jay insieme ad altri artisti." Il documentario vede anche le performance di Pearl Jam, Odd Future, Dirty Projectors, Skrillex, Santigold, Janelle Monáe, e Run-DMC.